# Bolitoglossa franklini
Bolitoglossa franklini é uma espécie de anfíbio caudado pertencente à família Plethodontidae, sub-família Plethodontinae.